# Georges Aubanel
Pour les articles homonymes, voir Aubanel.
Georges Aubanel est un compositeur français de musique né le 7 septembre 1896 à Avignon et décédé à Pierrefitte-sur-Seine le 10 mars 1978.

## Biographie
Né dans une famille d'imprimeurs installée en Avignon depuis 1744, dont le plus illustre représentant est le poète Théodore Aubanel, il est le petit-fils d'un des cousins du poète. 
Il obtient en juin 1928 une "mention spéciale" en participant au "prix de composition musicale" de l'Union Générale des Rhodaniens, crée deux ans auparavant par Gustave Toursier.
Sociétaire de la SACEM, membre de la Société Française de Musicologie, chef d'orchestre et orchestrateur : Poste Parisien O.R.T.F., disques Polydor, Le Chant du Monde, Scoladisque,  Commission du folklore de la Fédération Régionaliste France, chef de nombreuses chorales , créateur d'un ensemble vocal professionnel l'Arc en Ciel pour le Service des Échanges Internationaux de 1949 à 1968 (118 émissions de folklore et musique ancienne) , 600 chœurs édités en France chez Durand, Heugel, Chappell, Lemoine etc.
Publications éducatives :  Solfège rythmique à 3 voix aux Éditions Françaises de Musique (ORTF);  Solfège rythmique à 2 voix: Grammaire du Rythme Musical; Méthodes Élémentaires de Guitare, Trente Études Rythmiques pour les instruments à clavier etc.
Nombreux articles sur le rythme et la musique vocale dans diverses revues et journaux.
"Carrière musicale débutant par un grand nombre de chœurs à capella, se poursuit dans les chœurs accompagnés, dans le domaine de la flûte à bec, de la guitare et surtout du rythme grâce à une certaine pratique de la danse dans des orchestres jazz et tango, qui est la meilleure préparation à la profonde conscience du rythme. La pratique de la conduite d'orchestre et de chorale peut être mise au service d'une éducation musicale plus complète."

## Publications
- Études polyrythmiques pour percussions, Éditions Aug. Zurfluh, Paris, 1973
- 30 Études rythmiques pour les instruments à clavier, Éditions L. Phillippo & M. Combres, 1971
- Tarentella Giocosa pour accordéon et organéon, Les Éditions Ouvrières, Paris, 1967
- Solfège rythmé, Marcel Combre, Éditeur  Paris
- 4 Psaumes - Chorals, Éditions du Levain, Paris, 1965
- Sept Récréations rythmiques sur des thèmes populaires, 1963
- Gradus de la Guitare, 1963
- Études rythmiques pour une ou deux guitares, 1960
- Grammaire du rythme musical, Henry Lemoine & Cie, Éditeurs, Paris, 1954
- Gerbe de Noël, Ed Archambault, Montréal, 1959
- Premier impromptu pour piano, Heugel et cie., 1947

## Discographie
- Chants et danses du Languedoc, Le Chant du Monde, LDY 4141
- Chants et danses de Provence, LDY 4086